# Rochade Europa
Rochade Europa (bis Juni 1992: Europa-Rochade, damals ISSN 0179-3934, umgangssprachlich auch nur Rochade genannt) ist eine deutschsprachige Schachzeitschrift aus dem thüringischen Sömmerda, die monatlich erscheint.
Neben Berichten aus der Schachwelt und ständigen Rubriken wie einer Rätselecke sticht sie dadurch hervor, dass sie offizielles Verkündungsorgan der meisten Landesverbände des Deutschen Schachbundes ist. Der Bereich der Schachkomposition in der Rochade Europa wird seit 2013 ohne fachmännische Begleitung weitergeführt. Eine Ausgabe hat knapp 100 Seiten.
Der Rochade-Verlag hat auch eine Reihe schachlicher Monografien veröffentlicht.
Im Jahre 2013 erhielt die Zeitschrift eine Rüge des Deutschen Presserats für einen Verstoß gegen Ziffer 9 des Pressekodex (ehrverletzende Darstellung in Wort und Bild). Hintergrund war, dass die Rochade Europa auf ihrem Titelbild zeigte, dass eine inkontinente Person trotz ihres Handicaps ein Schachturnier gewonnen hatte. Der Presserat beanstandete dabei, dass die nasse Hose des Siegers auf dem Bild zu sehen war, dies sei ehrverletzend für den Sieger.

## Herausgeber
Die Zeitschrift wurde 1972 von Heinz Köhler in Maintal gegründet und im Eigenverlag herausgegeben. Mit Beginn des Jahres 1997 übergab er Zeitschrift und Verlag an seinen Sohn Carsten Köhler.
Im Sommer 1998 folgte ein Umzug ins thüringische Sömmerda.
Heinz Köhler verstarb am 11. Juni 2014 im Alter von 82 Jahren.
Seit Januar 2015 wird die Zeitschrift von der Sensei Handels GmbH mit Sitz in Kernen unter Geschäftsführer Lothar Hirneise herausgegeben. Sein Sohn Tobias Hirneise ist seit Februar 2015 Chefredakteur. Auch sein Sohn Jens Hirneise gehört zur Redaktion; Carsten Köhler zog sich hingegen zurück.